# The Fame Ball Tour
The Fame Ball Tour è stato il primo tour della cantautrice statunitense Lady Gaga,  a supporto del suo album in studio di debutto The Fame (2008).
Gli show in Nord America iniziarono a marzo, poi seguirono le date in Oceania e, più tardi, in Europa.
Durante il tour furono presenti anche delle date presso alcuni festival, come il V Festival e l'Oxegen Festival. Il tour fu accolto in maniera generalmente positiva dalla critica specializzata e, approssimativamente, ha incassato oltre 3 milioni di dollari, di cui una parte fu devoluta in beneficenza.

## Background
Il tour fu annunciato ufficialmente il 12 gennaio 2009 sulla pagina ufficiale MySpace della cantante e fu il suo primo tour da solista. Gaga aveva precedentemente aperto i tour per i New Kids on the Block, New Kids on the Block: Live, e per quello delle Pussycat Dolls, Doll Domination Tour. In un'intervista con MTV News, ha descritto il suo tour così: "Non è proprio un tour, è più una specie di grande festa. Vorrei che fosse un'esperienza incredibile dal momento in cui passi oltre la porta d'ingresso a quando inizio a cantare. [...] E quando è tutto finito, tutti potranno ricordare com'è stato. [...] Sarà come se guardi la New York del 1974: c'è un diffusore di musica nella hall, un DJ mixa i tuoi dischi preferiti nell'ingresso, e la più indimenticabile è la performance sul palco. [...] Per me, lo show è davvero importante, e, sì, sto investendo molto su questo. ma è ok. Non mi interessano i soldi."
Gaga ha progettato due diverse versioni dello show; in un'intervista con Billboard ha detto: "Sono così eccitata per il tour che non dormo la notte, [...] sarà qualcosa di diverso da qualunque cosa abbiate visto finora. La cosa fantastica dello show è che è stato progettato mentre ero in tour con le Dolls. Per me, sarà come l'ultimo orgasmo, perché sono pronta per andare avanti. Io non sono mai limitata a uno schema per il mio show. Niente limitazioni, sono libera. [...] Vorrei avere una mappa precisa delle dimensioni delle sedi così che si possa programmare correttamente il multimedia del tour. Ho bisogno di una preparazione psicologica e di giorni di anticipo per prepararmi, in caso contrario, spero in una buona esecuzione...Ogni show dovrà essere LO show. Andare avanti, questo sarà il mio motto."
A maggio, durante un'intervista con Edmonton Sun fu annunciato che il tour sarebbe arrivato anche in Europa e anche che sarebbe iniziato negli Stati Uniti d'America e in Canada. Gaga ha spiegato che lo show sarebbe stato imponente; ha detto: "Oh, non puoi immaginare, [...] Il tour che stiamo per annunciare è come un sogno, ho dovuto pizzicarmi per giorni per accorgermi che era tutto vero."

## Sinossi

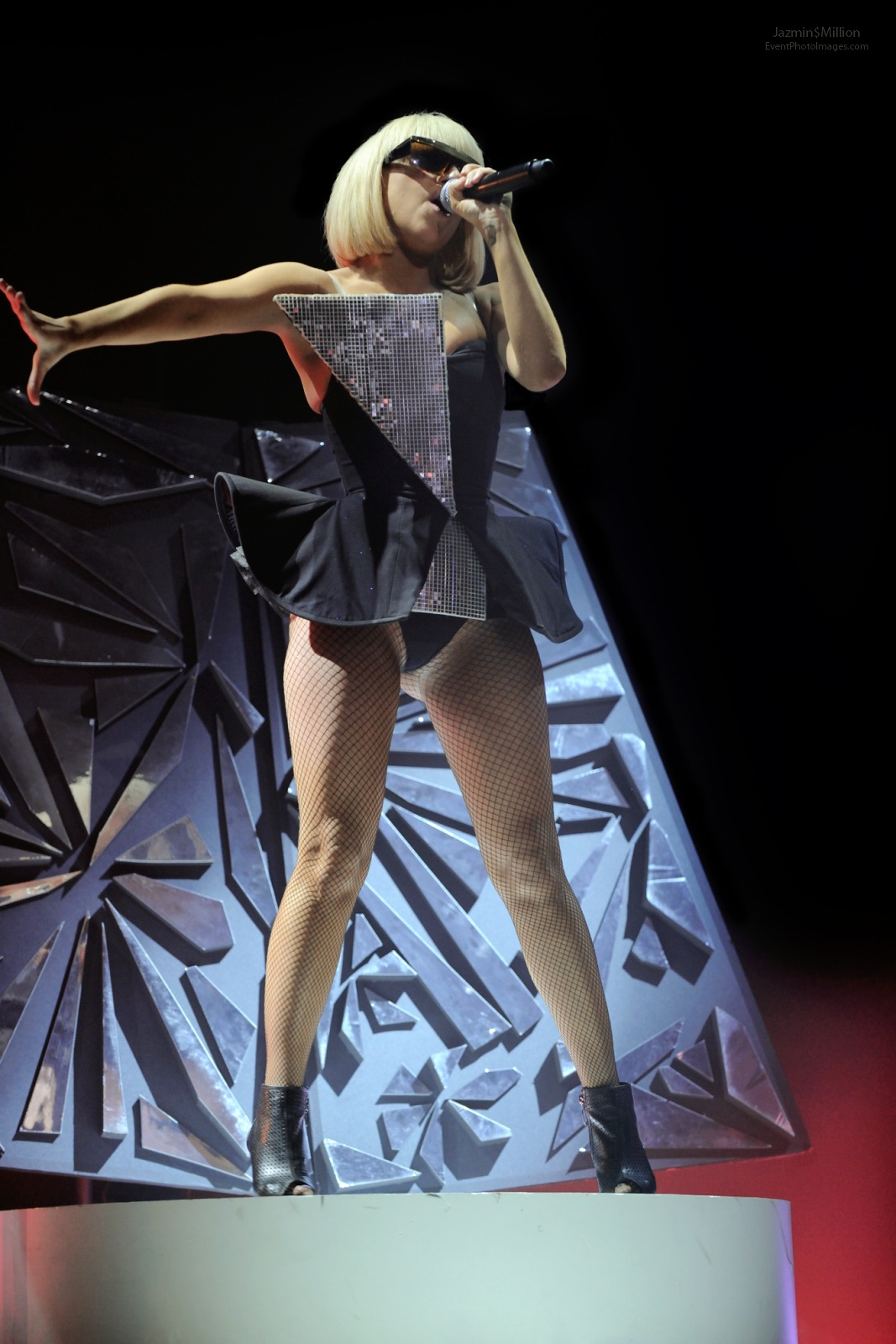
Lady Gaga apre lo show con Paparazzi

Lo show è diviso in quattro parti, l'ultima parte di ognuna termina con un encore. Lo show ha inizio con un'introduzione video, The Heart, dove Gaga compare come il suo alter ego Candy Warhol. Indossa una t-shirt con un cuore rosa al centro e dice: "Sono Lady Gaga, e questa è casa mia." Il video è proiettato su uno schermo gigante che fa da sfondo al palco. Verso la fine del filmato, compare sullo schermo un conto alla rovescia da dieci a uno, si vede Gaga che indossa occhiali scuri, e delle fiamme sembrano dare fuoco allo schermo. A questo punto Gaga compare nel mezzo del palco, circondata dai suoi ballerini. La cantante indossa un abito nero con forme geometriche, che richiama lo spazio. Il DJ Space Cowboy è presente in un angolo del palco. Gaga arriva in scena e, impugnando il famoso "Disco-Stick", inizia a cantare Paparazzi, che contiene una parte di Starstruck, poi LoveGame. Quando quest'ultima finisce Gaga dice: "Ho viaggiato in tutto il mondo, e quando torno a casa, posso ancora sentire la puzza dell'avidità" e canta Beautiful, Dirty, Rich. Quindi il primo atto finisce con un video chiamato The Brain, che inizia con Gaga, ancora come Candy Warhol, che si spazzola i capelli.

Lady Gaga esegue Eh, Eh (Nothing Else I Can Say)

Dopo il video, Gaga appare sul palco con una tuta bianca e nera con spalline a punta e simboli simili a saette, mentre guida una Vespa decorata come il vestito; canta The Fame e Money Honey e in seguito guida la Vespa sul palco; passa poi a cantare Eh, Eh (Nothing Else I Can Say) e chiude il secondo atto . Gaga lascia il palco per cambiarsi e indossare un abito fatto interamente di bolle di plastica. Al suo ritorno si siede davanti a un pianoforte trasparente riempito di bolle di plastica anch'esso e canta una canzone intitolata Future Love, non presente nell'album, il cui testo parla di galassie lontane, amori robotici e costellazioni. La pop-star lascia nuovamente il palco per un altro cambio di costume, mentre viene proiettato il video The Face. Dopo il video, Lady Gaga sale sul palco indossando un tutù con spalle a punta, mentre i ballerini indossano pantaloni di Louis Vuitton e Steven Sprouse. A questo punto lo show cambia contesto: compaiono delle luci da discoteca e Gaga sta al centro, indossando occhiali scuri. Inizia un remix per la intro di Just Dance che viene poi cantata. L'encore per il tour prevede le canzoni Boys, Boys, Boys, e la versione originale di Poker Face. Gaga indossa delle calze a rete impreziosite da cristalli, un berretto da ammiraglio con su scritto GAGA e dei guanti.

Lady Gaga esegue Poker Face

### Rivisitazioni
A partire dalle date oceaniche, Boys Boys Boys venne eseguita dopo Money Honey. Successivamente, venivano eseguite Just Dance e Eh Eh (Nothing Else I Can Say) , con un abito a spalle triangolari e la keytar. Inoltre, Future Love venne sostituita da Brown Eyes.

## Critica

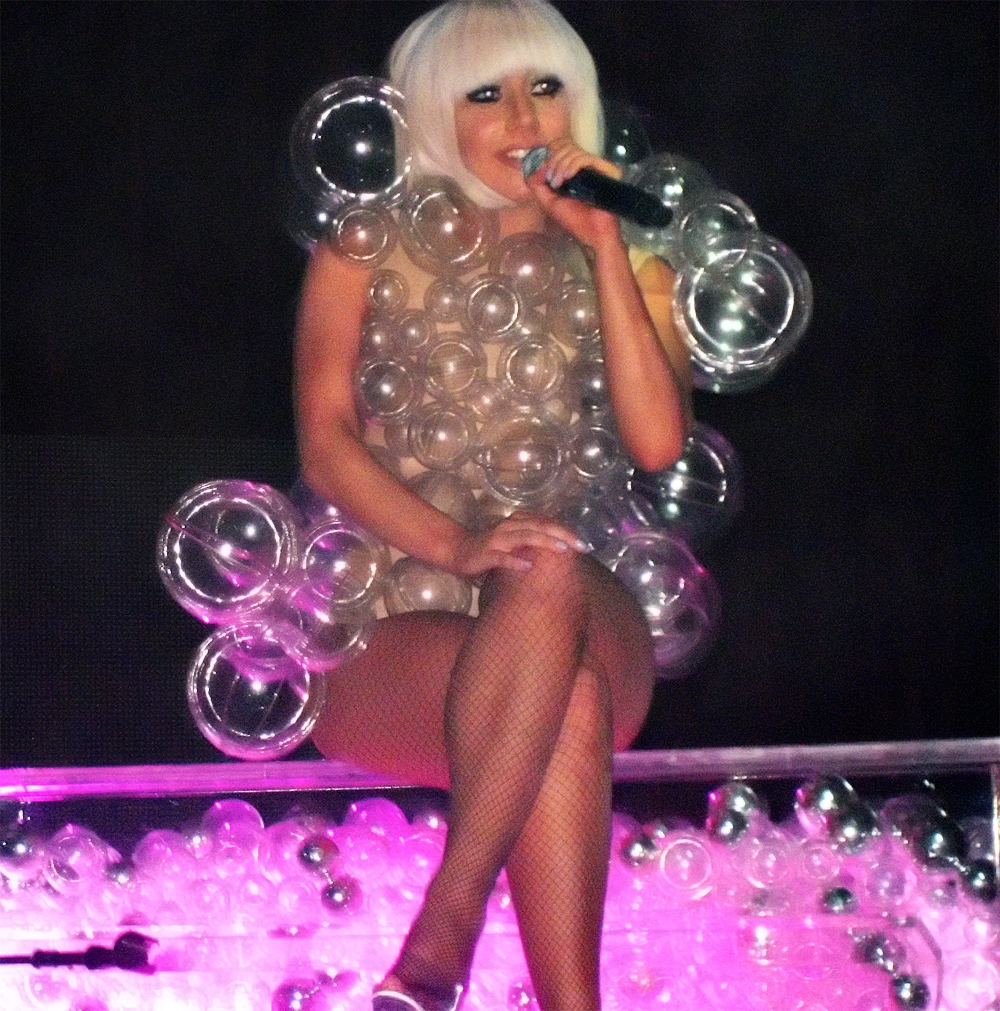
Lady Gaga durante una tappa al Fine Line Music Café di Minneapolis

Whitney Pastorek da Entertainment Weekly ha dato un giudizio al concerto dicendo: "Le sue battute sul palco erano un po' stupide (si riferisce alle parole dette da Gaga prima di Beautiful, Dirty, Rich) e le immagini non avevano senso, ma la sua voce è potente e allo stesso tempo controllata. Forse è questo il grande talento di Gaga." Lo show fu descritto così: "Un esperimento di moda con il look di Rocky Horror. Si presume che Andy Warhol abbia approvato agitandosi nella tomba." Sheri Linden di Yahoo! ha dato giudizio positivo al concerto dicendo: "Il primo tour di Gaga prometteva molto bene e, ovviamente, non ha deluso. Prendendo in prestito da Madonna, Grace Jones, David Bowie e Daryl Hannah di Blade Runner, Gaga ha messo su uno spettacolo avvincente che ruota intorno al suo personaggio misterioso, molteplici cambi di costume e oggetti di scena e un DJ che fornisce accompagnamenti musicali". Christopher Muther a The Boston Globe fornisce una recensione del concerto dicendo: "La combinazione fra canzoni e teatralità era piacevolmente folle ed esaltante".

## Artisti d'apertura
- The White Tie Affair (Nord America)
- Chester French (Nord America)
- Cinema Bizarre (Nord America)
- Gary Go (Gran Bretagna)

## Scaletta del tour
Show originale (12 marzo - 10 maggio 2009)
Intro: The Heart (contiene elementi di LoveGame e Paper Gangsta)
1. Paparazzi (contiene elementi di Starstruck)
2. LoveGame
3. Beautiful, Dirty, Rich

The Brain (interlude, contiene elementi di The Fame)
1. The Fame
2. Money Honey
3. Eh, Eh (Nothing Else I Can Say)

Space Cowboy (interlude)
1. Poker Face (versione acustica)
2. Future Love (brano inedito, versione acustica)

The Face (video interlude, contiene elementi di Just Dance)
1. Just Dance
2. Boys Boys Boys
3. Poker Face

Show rivisitato (16 maggio - 29 settembre 2009)
Intro: The Heart
1. Paparazzi (contiene elementi di Starstruck)
2. LoveGame
3. Beautiful, Dirty, Rich
4. The Fame
5. Money Honey
6. Boys Boys Boys
7. Just Dance
8. Eh Eh (Nothing Else I Can Say)

Starstruck (interlude)
1. Brown Eyes
2. Poker Face (versione acustica)
3. Poker Face

## Date del tour
| Nord America                  |                   |               |                                        |
| 12 marzo 2009                 | San Diego         | Stati Uniti   | House of Blues San Diego               |
| 13 marzo 2009                 | Los Angeles       | Stati Uniti   | Wiltern Theatre                        |
| 14 marzo 2009                 | San Francisco     | Stati Uniti   | San Francisco Mezzanine                |
| 16 marzo 2009                 | Seattle           | Stati Uniti   | Showbox at the Winnet                  |
| 17 marzo 2009                 | Portland          | Stati Uniti   | Wonder Ballaroom                       |
| 18 marzo 2009                 | Vancouver         | Canada        | Commodore Ballroom                     |
| 21 marzo 2009                 | Denver            | Stati Uniti   | Gothic Theater                         |
| 23 marzo 2009                 | Minneapolis       | Stati Uniti   | Fine Line Music Cafè                   |
| 24 marzo 2009                 | Chicago           | Stati Uniti   | House of Blues Chicago                 |
| 25 marzo 2009                 | Royal Oak         | Stati Uniti   | Royal Oak Music Theatre                |
| 26 marzo 2009                 | Kitchener         | Canada        | Elemente Nightclub                     |
| 27 marzo 2009                 | Ottawa            | Canada        | Bronson Centre                         |
| 28 marzo 2009                 | Montréal          | Canada        | Métropolis Concert Hall                |
| 30 marzo 2009                 | Boston            | Stati Uniti   | House of Blues Boston                  |
| 4 aprile 2009                 | Palm Springs      | Stati Uniti   | Palm Springs Convention Center         |
| 6 aprile 2009                 | Orlando           | Stati Uniti   | House of Blues Orlando                 |
| 7 aprile 2009                 | Tampa             | Stati Uniti   | The Ritz Ybor                          |
| 8 aprile 2009                 | Fort Lauderdale   | Stati Uniti   | Revolution live                        |
| 9 aprile 2009                 | Atlanta           | Stati Uniti   | Center Stage Theater                   |
| 11 aprile 2009                | Palm Springs      | Stati Uniti   | Palm Springs Convention Center         |
| Europa                        |                   |               |                                        |
| 24 aprile 2009                | Madrid            | Spagna        | La Cubierta                            |
| 25 aprile 2009                | Mosca             | Russia        | Famous Club                            |
| 28 aprile 2009                | Stoccarda         | Germania      | Zapata Club                            |
| Nord America                  |                   |               |                                        |
| 1º maggio 2009                | Filadelfia        | Stati Uniti   | Electric Factory                       |
| 2 maggio 2009                 | New York          | Stati Uniti   | Terminal 5                             |
| 3 maggio 2009                 | Agawam            | Stati Uniti   | Northern Star Arena                    |
| 4 maggio 2009                 | Boston            | Stati Uniti   | House of Blues Boston                  |
| 6 maggio 2009                 | Austin            | Stati Uniti   | Music Hall                             |
| 8 maggio 2009                 | Chula Vista       | Stati Uniti   | Cricket Wireless Amphitheatre          |
| 9 maggio 2009                 | Irvine            | Stati Uniti   | Verizon Wireless Amphitheatre          |
| 10 maggio 2009                | West Sacramento   | Stati Uniti   | Raley Field                            |
| Oceania con le Pussycat Dolls |                   |               |                                        |
| 16 maggio 2009                | Auckland          | Nuova Zelanda | Vector Arena                           |
| 19 maggio 2009                | Brisbane          | Australia     | Brisbane Entertainment Centre          |
| 21 maggio 2009                | Newcastle         | Australia     | Newcastle Entertainment Centre         |
| 22 maggio 2009                | Sydney            | Australia     | Acer Arena                             |
| 23 maggio 2009                | Sydney            | Australia     | Acer Arena                             |
| 25 maggio 2009                | Sydney            | Australia     | Paddington Uniting Church              |
| 26 maggio 2009                | Melbourne         | Australia     | Rod Laver Arena                        |
| 27 maggio 2009                | Melbourne         | Australia     | Rod Laver Arena                        |
| 28 maggio 2009                | Adelaide          | Australia     | Adelaide Entertainment Centre          |
| 30 maggio 2009                | Perth             | Australia     | Burswood Dome                          |
| Asia                          |                   |               |                                        |
| 8 giugno 2009                 | Tokyo             | Giappone      | Shibuya-AX                             |
| 14 giugno 2009                | Singapore         | Singapore     | Clarke Quay                            |
| 17 giugno 2009                | Seul              | Corea del Sud | Answer Club                            |
| Nord America                  |                   |               |                                        |
| 19 giugno 2009                | Toronto           | Canada        | Kool Haus                              |
| Europa                        |                   |               |                                        |
| 26 giugno 2009                | Pilton            | Inghilterra   | Worthy Farm                            |
| 29 giugno 2009                | Manchester        | Inghilterra   | Manchester Academy                     |
| 1º luglio 2009                | Cork              | Irlanda       | The Docklands                          |
| 3 luglio 2009                 | Rotselaar         | Belgio        | Werchter Festival Grounds              |
| 4 luglio 2009                 | Londra            | Inghilterra   | Wembley Stadium                        |
| 4 luglio 2009                 | Londra            | Inghilterra   | G-A-Y Nightclub                        |
| 5 luglio 2009                 | Londra            | Inghilterra   | Wembley Stadium                        |
| 8 luglio 2009                 | La Valletta       | Malta         | Fosos Square                           |
| 9 luglio 2009                 | Parigi            | Francia       | Olympia Music Hall                     |
| 11 luglio 2009                | Kinross           | Scozia        | Balado Airfield                        |
| 12 luglio 2009                | County Kildare    | Irlanda       | Punchestown Racecourse                 |
| 13 luglio 2009                | Manchester        | Inghilterra   | O2 Apollo Manchester                   |
| 14 luglio 2009                | Londra            | Inghilterra   | Brixton Academy                        |
| 16 luglio 2009                | Monaco di Baviera | Germania      | Zenith                                 |
| 17 luglio 2009                | Colonia           | Germania      | Koln Palladium                         |
| 18 luglio 2009                | Berlino           | Germania      | Columbiahalle                          |
| 20 luglio 2009                | Amsterdam         | Paesi Bassi   | Melkweg                                |
| 21 luglio 2009                | Zurigo            | Svizzera      | Maag Event Hall                        |
| 22 luglio 2009                | Vienna            | Austria       | Gasometer                              |
| 24 luglio 2009                | Ibiza             | Spagna        | Wonderland Eden                        |
| 25 luglio 2009                | Amsterdam         | Paesi Bassi   | Paradiso                               |
| 26 luglio 2009                | Amburgo           | Germania      | Stadtpark Freilichtbühne               |
| 28 luglio 2009                | Helsinki          | Finlandia     | Kulttuuritalo                          |
| 30 luglio 2009                | Oslo              | Norvegia      | Sentrum Scene                          |
| 31 luglio 2009                | Copenaghen        | Danimarca     | K.B. Hallen                            |
| 1º agosto 2009                | Östersund         | Svezia        | Storsjöyran                            |
| 2 agosto 2009                 | Stoccolma         | Svezia        | Gröna Lund                             |
| Asia                          |                   |               |                                        |
| 7 agosto 2009                 | Osaka             | Giappone      | Maishima Sports Island                 |
| 8 agosto 2009                 | Chiba             | Giappone      | Makuhari Messe                         |
| 9 agosto 2009                 | Seul              | Corea del Sud | Arena Olimpica                         |
| 11 agosto 2009                | Quezon City       | Filippine     | Araneta Coliseum                       |
| 12 agosto 2009                | Singapore         | Singapore     | Fort Canning Park                      |
| 15 agosto 2009                | Macao             | Cina          | Venetian Arena                         |
| Medio Oriente                 |                   |               |                                        |
| 19 agosto 2009                | Tel Aviv          | Israele       | Israel Trade Fairs & Convention Center |
| Europa                        |                   |               |                                        |
| 22 agosto 2009                | Staffordshire     | Inghilterra   | Weston Park                            |
| 23 agosto 2009                | Chelmsford        | Inghilterra   | Hylands Park                           |
| Nord America                  |                   |               |                                        |
| 28 settembre 2009             | Richmond          | Stati Uniti   | Landmark Theater                       |
| 29 settembre 2009             | Washington        | Stati Uniti   | DAR Constitution Hall                  |

### Festival durante il tour
- 11 aprile 2009 - White Party
- 9 maggio 2009 - Wango Tango
- 10 maggio 2009 - EndFest
- 26 giugno 2009 - Glastonbury Festival
- 1º luglio 2009 - Live at the Marquee
- 3 luglio 2009 - Rock Werchter
- 4 luglio 2009 - Partecipazione dei Take That
- 8 luglio 2009 - MTV Isle of Malta
- 11 luglio 2009 - T in the Park
- 12 luglio 2009 - Oxegen
- 24 luglio 2009 - Wonderland in Ibiza
- 7 e 8 agosto 2009 - Summer Sonic Festival
- 22 e 23 agosto 2009 - V Festival

### Incassi
| Luogo                   | Città       | Biglietti venduti / disponibili | Incasso  |
| ----------------------- | ----------- | ------------------------------- | -------- |
| Wiltern Theatre         | Los Angeles | 2,700 / 2,700 (100%)            | $52,904  |
| Métropolis              | Montréal    | 2,255 / 2,255 (100%)            | $50,387  |
| Royal Oak Music Theater | Royal Oak   | 1,700 / 1,700 (100%)            | $34,000  |
| Gothic Theater          | Englewood   | 1,088 / 1,088 (100%)            | $20,000  |
| House of Blues          | San Diego   | 1,000 / 1,000 (100%)            | $18,500  |
| The Ritz Ybor           | Tampa       | 1,545 / 1,560 (99%)             | $31,065  |
| DAR Constitution Hall   | Washington  | 3,500 / 3,500 (100%)            | $141,004 |
| Totale                  | Totale      | 13,788 / 13,803 (99%)           | $347,862 |

## Broadcasting live
Diversi degli spettacoli del The Fame Ball, specialmente quelli tenutisi durante i festival musicali, sono stati trasmessi in diretta televisiva o web. Tuttavia, non sempre è stato mandato in onda lo show integrale, difatti l'unico concerto disponibile per intero è quello di Glastonbury; tutti gli altri sono pervenuti mutili di alcune esibizioni. Tra essi vi sono:
- Glastonbury Festival (concerto intero)[12]
- Oxegen Festival
- MTV World Stage: Isle of Malta[13]
- V Festival[14]

Sono inoltre state trasmesse esibizioni miscellanee tratte dai concerti tenutisi a: Wango Tango, EndFest, T in the Park, Orange Rockcorps, Wonderland in Ibiza, Summer Sonic Festival, Seul, Singapore e Macao.